# Följesedel
En följesedel (även packsedel eller manifest) är beteckning på dokument som medföljer vid bland annat paketleverans, och specificerar vad paketet innehåller. När varan överlämnas till köparen skall denna göra en avstämning mot följesedel samt kontrollera varan avseende utifrån synliga fel. När varan avemballeras eller i annat fall innan varan monteras skall mottagningskontrollen fullföljas med efter varans art anpassad omsorg